# Agrotis pernigrata
Agrotis pernigrata är en fjärilsart som beskrevs av W. Warren 1912. Agrotis pernigrata ingår i släktet Agrotis och familjen nattflyn. Inga underarter finns listade i Catalogue of Life.